# Michael J. Garcia

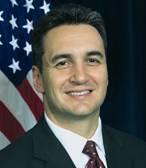
Michael J. Garcia

Michael J. Garcia  (* 8. Oktober 1961 in New York City) ist ein US-amerikanischer Jurist. Er war von 2005 bis 2008 Bundesstaatsanwalt für den Southern District of New York. Seit 2016 ist er Richter am Berufungsgericht des Bundesstaates New York.

## Karriere
Nach seinem Abschluss an der Albany Law School 1989 machte Garcia schnell Karriere. Von 1992 bis 2001 arbeitete er als Ankläger unter der Bundesstaatsanwältin des Southern District of New York, Mary Jo White. Innerhalb der neuen Regierung von George W. Bush wurde er im Handelsministerium zwischen August 2001 und November 2002 Leiter der Abteilung für Exportförderung. Danach stieg er zum Leiter der Polizei- und Zollbehörde des Ministeriums für Innere Sicherheit auf: Nach der Gründung des Ministeriums infolge der Terroranschläge vom 11. September 2001 übernahm Garcia im Dezember 2002 als Kommissar zunächst die Leitung und folgende Abwicklung des Immigration and Naturalization Service, der im Februar 2003 im Ministerium für Innere Sicherheit aufging. Dort war er von März 2003 bis September 2005 Leiter der neu gebildeten United States Immigration and Customs Enforcement. Ab 2005 bis 2008 war er Bundesstaatsanwalt des Southern District of New York. In dieser Zeit war er zuständig für die Ermittlungen gegen den demokratischen Gouverneur von New York, Eliot Spitzer, der wegen einer Sex-Affäre seinen Rücktritt erklären musste.
Anschließend wechselte Garcia als Partner in die New Yorker Niederlassung von Kirkland & Ellis LLP. Ab 2012 untersuchte er im Auftrag der FIFA als Vorsitzender der Untersuchungskammer der Ethikkommission Korruptionsvorwürfe im Zusammenhang mit der Vergabe der Fußball-Weltmeisterschaften 2018 und 2022 in Russland und in Katar. Am 5. September 2014 schickte er seinen Abschlussbericht, den  Garcia-Bericht, an die FIFA. Die Entscheidung der FIFA, den Bericht nicht zu veröffentlichen, kritisierte er und trat im Dezember 2014 von seinem Amt zurück. Sein Nachfolger wurde der Schweizer Cornel Borbély.
Der damalige New Yorker Gouverneur Andrew Cuomo ernannte Garcia im Januar 2016 zum Richter am örtlichen Berufungsgericht. Der New Yorker Senat bestätigte dies im Februar.